# Elsie Mabel Gladstone
Elsie Gladstone, née dans le Bengale-Occidental en Inde, le 27 mars 1886 et morte, le 24 janvier 1919 à Namur en Belgique, est une infirmière britannique du  Queen Alexandra's Imperial Military Nursing Service qui servit en France et en Belgique durant la Première Guerre mondiale. Elle est l'une des deux seules infirmières britanniques enterrées sur le territoire belge.

## Éléments biographiques
Elsie Mabel Gladstone est née au Bengale-Occidental le 27 mars 1886 au sein d'une famille de militaire. Son père, Cecil Ernest Gladstone y est commissaire au sein du West Bengal Civil Service (en), sa mère est Florence Elliot Campbell. La fratrie comporte cinq filles, deux aînées, deux puînées : Florence Amy (1878-1979), Rose Louisa (1884-1964), Elsie (1886-1919), Margaret Cecil (1890-1980) et Gladys Crommelin "Betty" (1892-1966). Vers 1910, le père étant retraité, la famille s'installe à Jersey. Elsie, après une scolarité en Angleterre à Bristol entreprend des études d'infirmière. Elle intègre le Guy's Hospital de Londres en juin 1912. Fin novembre 1913, son père, Cecil Ernest, meurt. Elsie est diplômée en juillet 1915. La maman et les cinq sœurs s'investiront toutes pour leur pays, au sein de la Croix-Rouge ou du VAD. Elsie, quant à elle, s'enrôle, tout d'abord comme réserviste, au sein du Queen Alexandra's Imperial Military Nursing Service (QAIMNSR).
En août 1915, elle travaille dans un premier temps à bord d'un navire-hôpital puis est affectée à un  train sanitaire en France en temps qu'infirmière-anesthésiste. En effet, la pénurie de médecins se faisant durement ressentir, le gouvernement britannique avait décidé de former, pendant plusieurs mois, un groupe de cinquante infirmières pour pouvoir pratiquer des anesthésies,. Aucune d'entre elles ne put cependant voir reconnue cette compétence après guerre.
À la fin de la guerre, Elsie travaille à la Casualty Clearing Station (en) (CCS) no 48. L'Armistice du 11 novembre 1918 intervient, Elsie est toujours en poste. La CCS no 48 est alors déplacée par camions à Charleroi en Belgique, le 22 novembre 1918 puis, par train, le 30 novembre, elle s'établit alors à Namur. Elle y soigne des soldats britanniques atteints de la grippe espagnole qu'elle finit par contracter. Son état s'aggrave et une pneumonie l'emporte, le 24 janvier 1919. Elle est enterrée, avec les honneurs militaires, au cimetière de Belgrade à Namur. Elsie Gladstone et Nellie Spindler sont les deux seules infirmières britanniques du premier conflit mondial à être enterrées en Belgique,. Le corps d'Edith Cavell est quant à lui exhumé et ramené en Angleterre, le 14 mai 1919.
La Casualty Clearing Station no 48 est démobilisée le 5 octobre 1919.

## Reconnaissances et hommages
- Royal Red Cross, 2e classe, 1919[6] mais elle décède avant de pouvoir la recevoir.
- Le 8 novembre 2020, la Royal British Legion section de Bruxelles la met à l'honneur au cimetière de Belgrade lors du Remembrance Sunday[7].